# گورستان پس گور
گورستان پس گور مربوط به هزاره اول قبل از میلاد است و در شهرستان رودسر، بخش رحیم آباد، روستای چاکل واقع شده و این اثر در تاریخ ۲۷ بهمن ۱۳۸۲ با شمارهٔ ثبت ۱۰۹۹۱ به‌عنوان یکی از آثار ملی ایران به ثبت رسیده‌است.